# マルクス・ポピッリウス・ラエナス (紀元前139年の執政官)
マルクス・ポピッリウス・ラエナス（Marcus Popillius Laenas、生没年不詳）は、紀元前2世紀初頭の共和政ローマの政治家・軍人。紀元前139年に執政官（コンスル）を務めた。

## 出自
ラエナスはプレブスであるポピッリウス氏族の出身である。ポピッリウス氏族が歴史に登場するのは紀元前360年代のことである。紀元前367年のリキニウス・セクスティウス法により、執政官職がプレブスにも開放されてまもない紀元前359年、マルクス・ポピッリウス・ラエナスが氏族最初の執政官となっている。歴史に登場するポピッリウス氏族のほとんどが、ラエナス家の人物である。このコグノーメン（第三名、家族名）は、暖炉の火を意味するラテン語であるラエナからキていると、キケロは述べている。しかし、ドイツの歴史学者ミュンツァーは、非ラテン語（おそらくエトルリア語）由来の名前で、これがローマで家族名に変わったと示唆している。
カピトリヌスのファスティに拠れば、ラエナスの父のプラエノーメン（第一名、個人名）はマルクス、祖父はプブリウスである。父マルクスは紀元前173年に執政官を務めた。紀元前132年の執政官プブリウス・ポピッリウス・ラエナスは従兄弟である。

## 経歴
ラエナスが歴史資料に最初に登場するのは紀元前154年のことである。マッシリアからローマに対し、リグリア人が「マッシリアを極限まで追い詰めている」との訴えがあり、民会はラエナス他二人をレガトゥス（外交使節）として派遣することを決定した。彼らの任務は、現地の状況を調査し、「蛮族に罪の償いをさせるように促すこと」であった。しかし、この任務は失敗に終わった。リグリアは最初、ラエナスたちの上陸を許さず、それどころか彼らを攻撃した。このためラエナスは負傷し、その後の大戦争のきっかけとなった。
紀元前146年、プラエトル（法務官）でマケドニア属州総督クィントゥス・カエキリウス・メテッルス・マケドニクスは、アカイア同盟の指導者に戦争準備の中止を求めるために、ラエナスを他の数人の特使とともにコリントスに派遣した。この特使もまた、その目的を達成できなかった。アカイア同盟はローマに対して反旗を翻すが、コリントスの戦いでローマから派遣されたルキウス・ムンミウスに敗北、一連の戦役でコリントスが廃墟と化し同盟は消滅、ギリシアはローマの属州となった。
執政官就任年とウィッリウス法の規定から逆算すると、ラエナスは遅くとも紀元前142年には法務官に就任したはずである。紀元前139年に執政官に就任、同僚はやはりプレブスのグナエウス・カルプルニウス・ピソであった。ラエナスはヒスパニア・キテリオルを管轄することとなり、翌年もプロコンスル（前執政官）としてインペリウム（軍事指揮権）を維持した。前任者のクィントゥス・ポンペイウスはケルティベリア人の都市ヌマンティアとローマに不利な講和条約を締結していたが、ラエナスが到着すると自分はケルティベリアに譲歩しておらず、ローマが受け入れるのは降伏だけだと宣言した。ラエナスの目の前で、ポンペイウスとヌマンティア側が口論となった。ポンペイウスは合意はないと言い張り、ヌマンティア側はプリフェクトゥスかトリブヌス・ミリトゥムが証人だと主張した。結局ラエナスはヌマンティアの代表者をローマに送ることとした。
其の頃ローマは、内陸部のルシタニア人とも戦っていた。ヴィリアトゥスを指導者とするルシタニア軍は何度もローマ軍に勝利していたが、長引く戦争に疲弊したおり、このルシタニア戦争を担当していたヒスパニア・ウルテリオル総督クィントゥス・セルウィリウス・カエピオではなく、ラエナスに交渉を求めてきた。ラエナスはローマの慣習に従い、講和条件を徐々に厳しくしていった。まずは責任者の処分を求めたが、ヴィリアトゥスは義父を含む一部を自ら処刑し、残りをローマ軍に引き渡した。ラエナスは反逆者の手を切り落とした。続いてラエナスは武装解除を求めたが、ルシタニア側はこれを拒否、交渉は打ち切られた。
紀元前139年秋、ヒスパニアにヌマンティアとの戦争を継続せよとの知らせが届いた。ラエナスは既に春からこの街を包囲していた。この間、双方とも何の行動も起こしていなかったが、ついにラエナスはヌマンティアを強襲した。フロンティヌスによると、ローマ軍が城壁に梯子をかけて登り始めても、敵の抵抗はなかった。ラエナスは待ち伏せ攻撃を警戒し、退却を命じた。ヌマンティア軍は「ローマ兵が城壁に背を向けたときに」反撃を開始した。ラエナスは完全な敗北を喫した。同年、ラエナスはケルティベリア近くのルゾン族を攻撃したが、ここでも成功しなかった。紀元前137年春、後任のガイウス・ホスティリウス・マンキヌスに軍を引き渡し、ローマに戻った。
ヌマンティアでのラエナスの敗北は、風刺家ガイウス・ルキリウスに、格好の材料を与えることとなった。

## 参考資料

### 古代の資料
- アッピアノス『ローマ史』
- ポリュビオス『歴史』
- セクストゥス・ユリウス・フロンティヌス『戦術論』
- カピトリヌスのファスティ

### 研究書
- Simon G. The Wars of Rome in Spain. - M .: Humanitarian Academy, 2008. - 288 p. - ISBN 978-5-93762-023-1 .
- Broughton R. Magistrates of the Roman Republic. - New York, 1951. - Vol. I. - P. 600.
- Volkmann H. Popillius // Paulys Realencyclopädie der classischen Altertumswissenschaft . - 1953. - Bd. XXII, 1. - Kol. 50-52.
- Volkmann H. Popillius 20 // Paulys Realencyclopädie der classischen Altertumswissenschaft . - 1953. - Bd. XXII, 1. - Kol. 59-60.
- Volkmann H. Popillius 22 // Paulys Realencyclopädie der classischen Altertumswissenschaft . - 1953. - Bd. XXII, 1. - Kol. 60–61.